# Sônia Dutra
Sônia Ferrari Dutra (Rio de Janeiro, 6 de outubro de 1937 - Rio de Janeiro, 28 de outubro de 2010) foi uma atriz de cinema e televisão brasileira.
Morreu aos 72 anos devido a complicações de uma leucemia.

## Carreira

### Na televisão
| Ano  | Título                    | Personagem                  | Notas              |
| ---- | ------------------------- | --------------------------- | ------------------ |
| 1965 | O Porto dos Sete Destinos | Tamar                       |                    |
| 1965 | 22-2000 Cidade Aberta     | —                           | Episódio: "A Isca" |
| 1968 | A Grande Mentira          | Lenita Albuquerque Medeiros |                    |
| 1971 | O Cafona                  | Vivi                        |                    |
| 1971 | Minha Doce Namorada       | Lulu Marcondes              |                    |

### No cinema
| Ano  | Título                               | Personagem |
| ---- | ------------------------------------ | ---------- |
| 1965 | Um Ramo para Luísa                   | Luísa      |
| 1965 | História de um Crápula               | —          |
| 1967 | Perpétuo Contra o Esquadrão da Morte | Derli      |
| 1968 | Maria Bonita, Rainha do Cangaço      | Zefinha    |
| 1969 | Os Paqueras                          | —          |
| 1971 | Um Certo Capitão Rodrigo             | Paula      |